# Liaoning (16)
Pour les articles homonymes, voir Liaoning.
Le Liaoning (chinois : 辽宁 ; pinyin : liáoníng) est le premier porte-aéronefs (pas de catapultes) en service de la marine chinoise. Son nom, Liaoning — officiellement annoncé le 11 septembre 2012 —, vient du nom de la province de Chine où il a été rénové.
Il s'agit d'un navire de classe Amiral Kouznetsov construit par le chantier naval de la mer Noire à l'origine pour la marine soviétique et dénommé Varyag, navire-jumeau de l’Amiral Kouznetsov.

## Le programme de porte-avions chinois

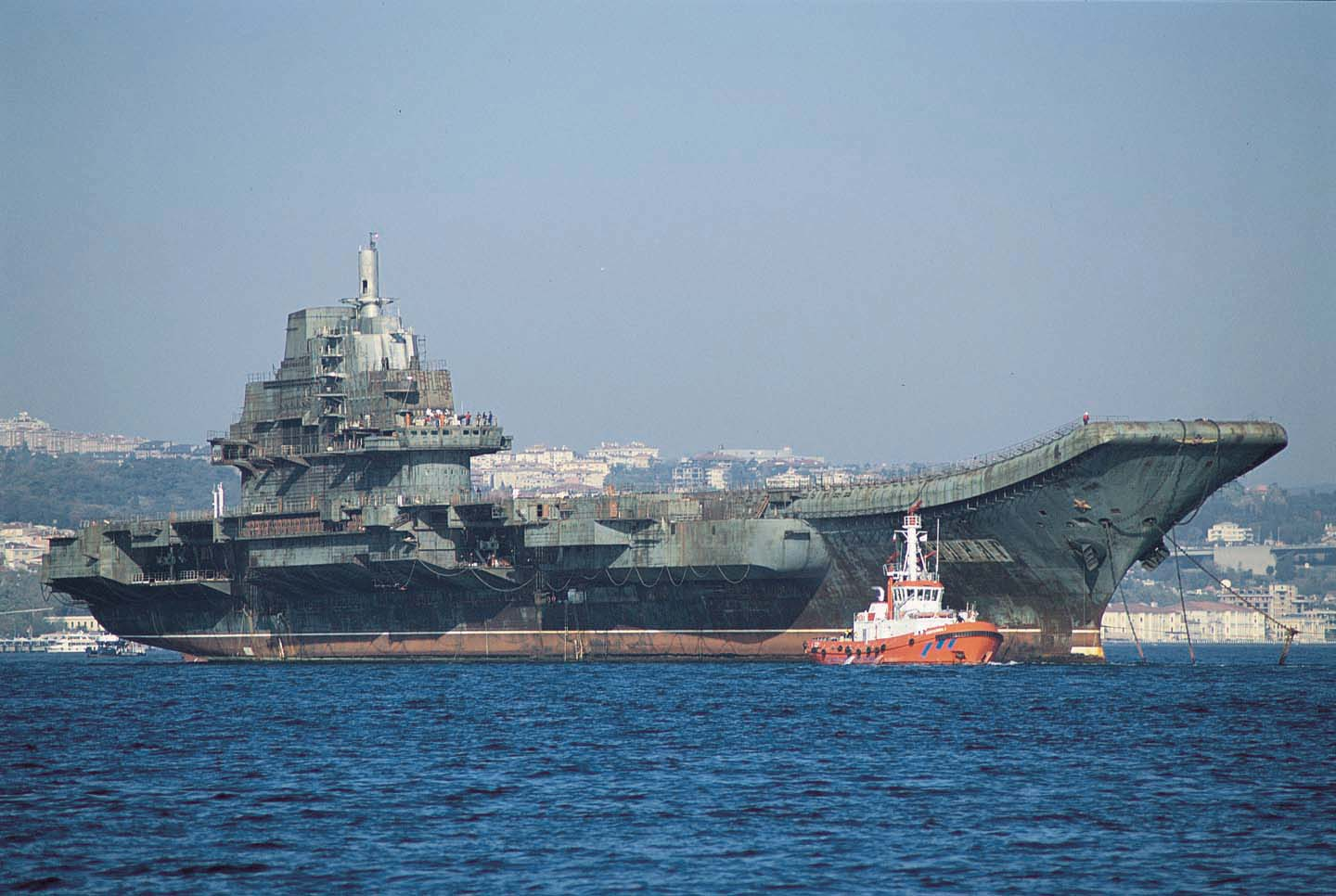
Le Varyag en 2001 franchissant le Bosphore (détroit d'Istanbul) lors de son remorquage.

### Les débuts
De 1982 à 1997, l’amiral Liu Huaqing, en tant que commandant en chef de la Marine de l’armée populaire de libération puis vice-président de la Commission militaire centrale, a la possibilité de mettre en pratique sa doctrine en deux phases de passage d’une marine de souveraineté (eaux territoriales plus détroit de Taïwan et mer de Chine méridionale) en 2000 à une force de haute mer dans l’ouest de l’océan Pacifique en 2010.
Pour diverses raisons (financement insuffisant de la marine, absence de savoir-faire, visées territoriales sur Taïwan, etc.), ces plans ne se réalisent pas. Dans les années 1990, la marine chinoise prospecte à l'étranger (France, Russie, Espagne,, Ukraine et Argentine) en vue d'obtenir un porte-avions de seconde main ou bien les plans pour en construire elle-même. La rétroingénierie est utilisée sans succès sur l'ex-HMAS Melbourne, ancien porte-aéronefs australien (d'origine britannique) de 15 000 tonnes acheté en 1985 ainsi que sur les porte-aéronefs Minsk et Kiev russes respectivement acquis en juin 1998 et en mai 2000.
De 1997 à 2000, plusieurs articles rapportent que la Chine aurait décidé de construire son propre porte-hélicoptères, puis deux porte-avions pour 2009, enfin un bâtiment de 48 000 tonnes doté de 34 Su-27K pour 2005. Le porte-aéronefs ukrainien Varyag de 67 500 tonnes, inachevé, sister-ship de l’Amiral Kouznetsov russe, est acheté pour 20 millions de dollars (19 millions d'euros) en 2000 par une société de Macao pour être transformé en casino flottant, et rejoint finalement la République populaire de Chine pendant l'hiver 2002.
De configuration STOBAR, l'ex-Varyag (d'abord supposé renommé Shi Lang puis officiellement Liaoning) permettrait de contourner le problème du monopole américain sur la technique des catapultes à vapeur.
L'intention de la République populaire de Chine de mettre en œuvre des porte-avions ne fait plus de doute, à la suite des déclarations de Sun Laiyan, directeur général du Bureau d'État de la navigation en octobre 2006 : « La Chine, dont les eaux territoriales s'étendent à plus de 3 millions de kilomètres carrés, est sans nul doute un grand pays maritime. Avec la croissance rapide de son industrie de construction navale, elle sera capable petit à petit de construire ce genre de bâtiment de guerre ».
Contrairement à l'opinion de la plupart des experts[réf. nécessaire] estimant alors hors de portée de la technologie chinoise la finition des 30 % restant à achever du bâtiment (problèmes de corrosion d'une coque négligée depuis vingt ans, propulsion incomplète, équipements obsolètes ou non livrés, etc.), les ingénieurs chinois ont su terminer ou rééquiper le bâtiment. Les premiers essais à la mer sont menés du 10 au 14 août 2011.
Avec 424 bâtiments de combat pour 788 870 tonnes au 1er janvier 2005, la marine chinoise est alors la 3e au monde et prétend au statut de puissance militaire globale. Au-delà, elle ambitionne d'assurer la protection de ses lignes maritimes (approvisionnement en pétrole et gaz) et d'assoir son influence sur la mer de Chine méridionale, l'océan Indien et de peser sur Taïwan, ce qu'un porte-parole de la Marine de l’armée populaire de libération traduit, fin 2008, en affirmant que les porte-avions sont « un reflet de la force générale d'une nation et doivent répondre aux besoins de la marine du pays (...). La Chine possède un long littoral, et la sauvegarde de la sécurité maritime du pays et de la souveraineté des régions côtières et des mers territoriales relève du devoir sacré des forces armées de Chine ».
L'achèvement du Liaoning doit en premier lieu servir aux chantiers navals chinois à acquérir une expérience dans la construction de porte-avions et sa mise en service à forger l'expérience des pilotes embarqués formée à l'académie navale de Dalian (la première promotion de cinq pilotes de combat et un batman a lieu de 2009 à 2013, une vingtaine de pilotes étant qualifiés en 2016) et à acquérir le savoir-faire opérationnel de l'emploi d'un groupe aéronaval. Le régiment aéronaval embarqué est fondé le 10 mai 2013.

### Porte-avions «indigène»
Le 7 juin 2011, Chen Bingde, chef d'état-major des armées chinoises confirme qu'un porte-avions de construction nationale est en chantier. À la suite de l'annonce officielle de la remise en état du Liaoning, une source proche de la direction du Parti communiste chinois, s'exprimant sous le sceau de l'anonymat déclare que « Deux porte-avions sont en cours de construction dans le chantier naval de Jiangnan près de Shanghai ». Fin juillet 2011, le général Luo Yuan déclare que la Chine a besoin d'au moins trois porte-avions pour défendre ses intérêts stratégiques. En août 2013, des photographies sont publiées sur Internet comme étant celles d’un porte-avions en construction.
Ce bâtiment de 48 000 tonnes, du type Type 001A (« Plan 9985 » ou « Projet 9935 ») est une version autochtone de la classe soviétique « Kuznetsov » à laquelle appartient le Liaoning.
Mis à l'eau le 28 avril 2017, il est mis en service par la Marine chinoise en décembre 2019 et baptisé Shandong,.
Un CATOBAR, le Type 003, est ensuite prévu. Ayant une propulsion classique et équipé de catapultes électromagnétiques, le Fujian (18) est lancé le 17 juin 2022.

## Historique

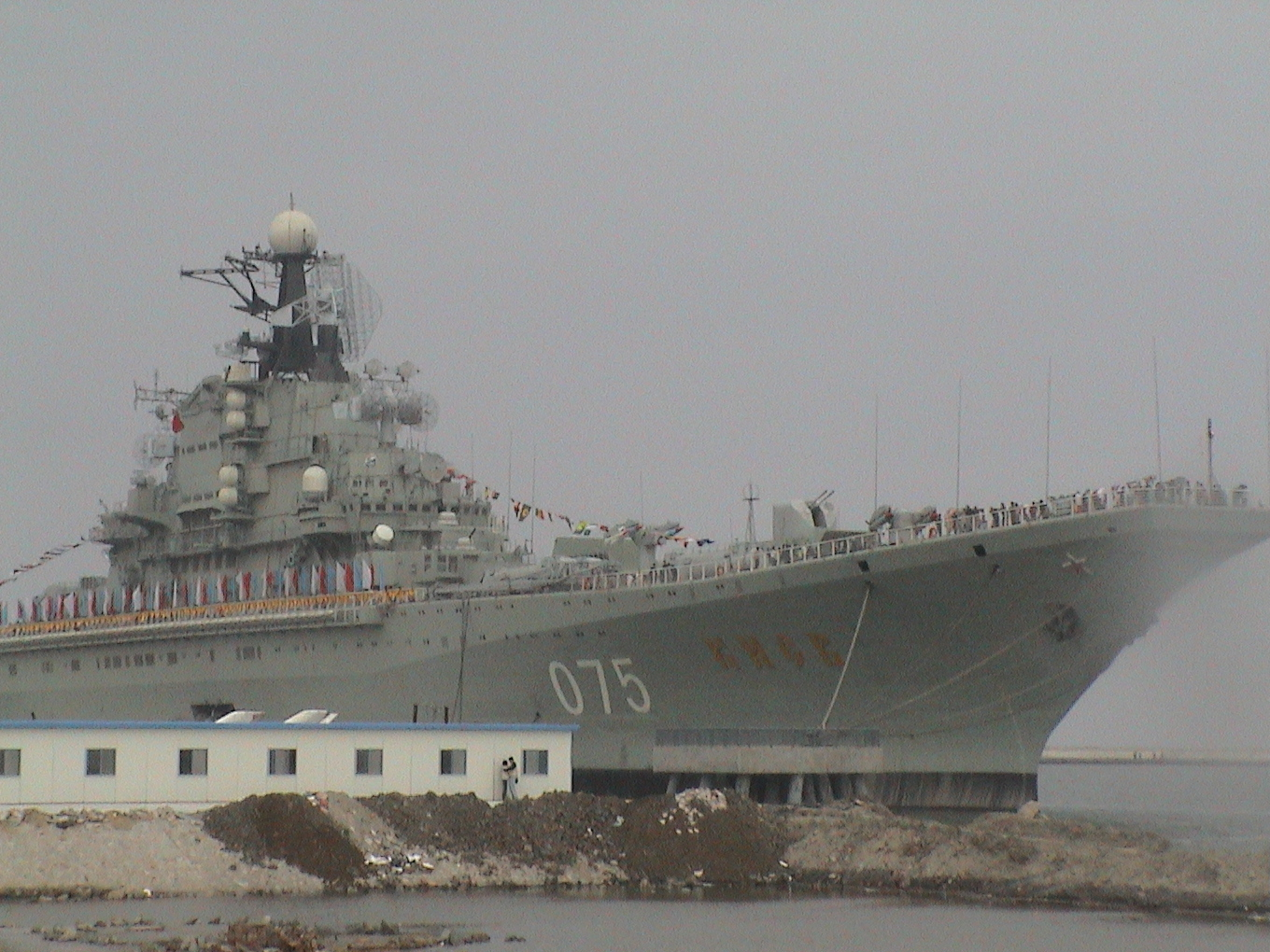
L'ex-porte-avions soviétique Kiev converti en parc à thème à Tianjin (Chine) en 2004.

Le 6 décembre 1985, l'Union des républiques socialistes soviétiques entreprend dans le chantier naval soviétique no 444 de Mykolaïv (en Ukraine) la construction du second porte-aéronefs de la classe Kouznetsov (Projet 1143.5),,.
En 1992, à la suite des vicissitudes liées au statut de la flotte ex-soviétique de la Mer Noire (consécutives de l'effondrement de l'URSS et de la fin de facto de la guerre froide), la marine ukrainienne (naissante, indigente et précaire) n'a aucun moyen (ni volonté) de poursuivre la réalisation de ce sistership du Kouznetsov, dont la construction est suspendue ou arrêtée à environ 70 % de son achèvement. La coque et l'appareil propulsif sont pour l'essentiel terminés mais il y manque l'armement, les équipements techniques (électroniques…) et les finitions (habitabilité).
Il fait alors l'objet d'une revendication de propriété entre les gouvernements russe et ukrainien. L'Ukraine propose de le vendre à la marine indienne pour remplacer ou renforcer ses deux vieux porte-aéronefs, mais cette vente ne peut se réaliser sans la coopération de Moscou car tout l'équipement sensible provient de Russie.
Le porte-aéronefs inachevé reste en l'état jusqu'en mars 1998, date à laquelle il est racheté aux enchères (pour seulement 20 millions de dollars) par la Chong Lot Tourist and Amusement Agency, une société écran chinoise de la Chin Luck Holdings de Hong Kong. Les dirigeants de la Chong Lot prétendent vouloir remorquer le Varyag jusqu'à Macao en vue de le convertir en un complexe de loisirs comprenant hôtel et casino, l'Ocean Entertainment Centre. Les deux porte-aéronefs ex-soviétiques de la classe Kiev, le Kiev et le Minsk ont ainsi été vendus à la République populaire de Chine par l'Ukraine et la Russie pour y être utilisés, l'un comme parc à thème à Tianjin en 2004, l'autre comme navire musée à Shenzhen en 1995.

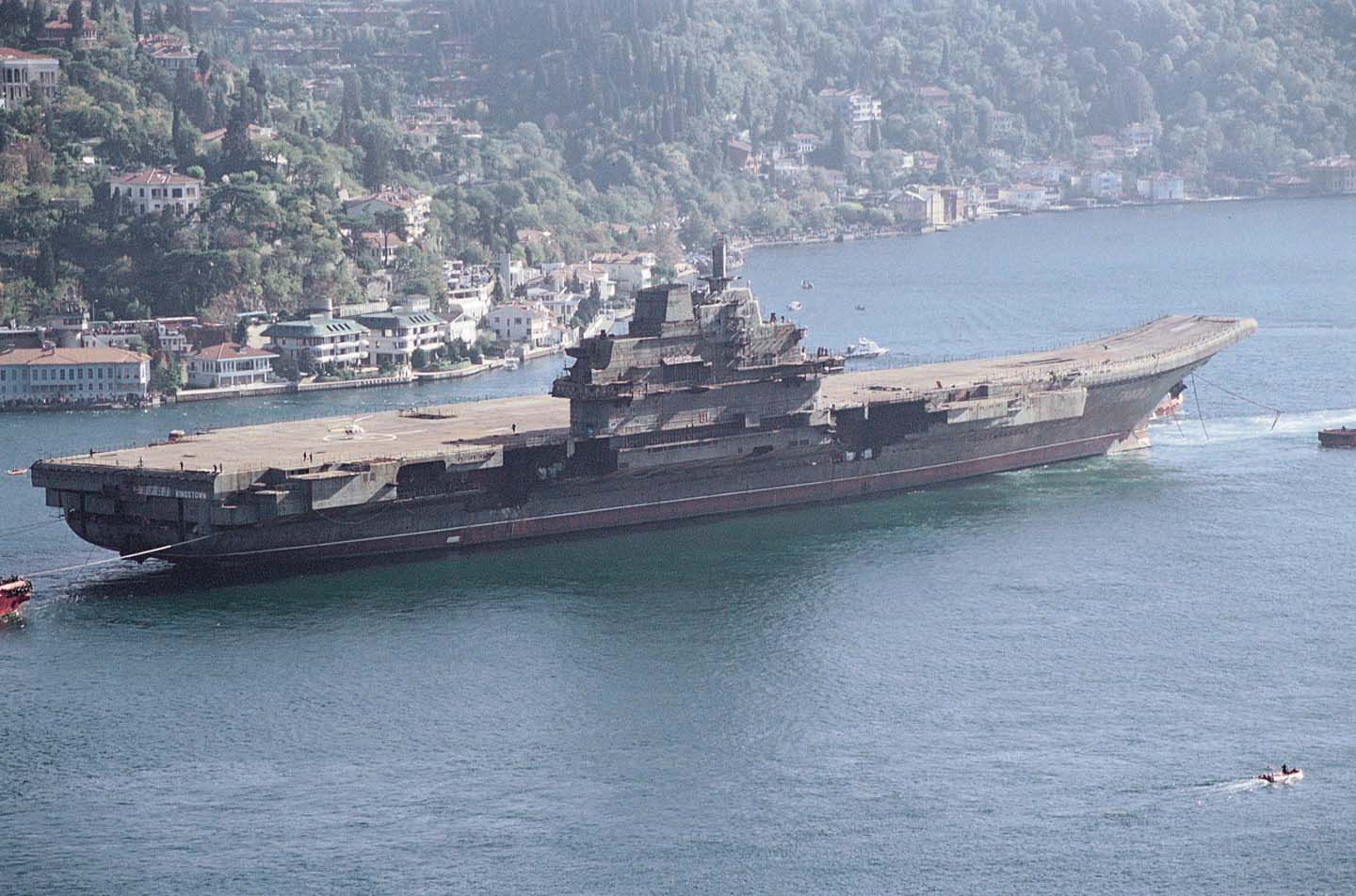
L'ex-Varyag dans le détroit du Bosphore lors de son remorquage vers la Chine.

Après une année de négociations techniques et financières (basées sur l'argument sécurité de la navigation) pour le franchissement des détroits turcs, unique issue de la mer Noire, la Turquie accepte finalement un compromis en septembre 2001. L'ex-Varyag entreprend son périple vers la Mer de Chine via la mer Égée, le détroit de Gibraltar et le cap de Bonne-Espérance. Mais au lieu de finir son périple à Macao, il arrive à la base navale de Dalian en mars 2002, après un transit de 15 200 milles. En mai 2005 il est mis en cale sèche où, en août 2005, il reçoit la livrée de couleur grise de la marine chinoise. À l'arsenal de Dalian, l'ex-Varyag est restauré, complété, achevé, modernisé et renommé (supposément) Shi Lang (83) au début de 2009.
Le gouvernement chinois a plusieurs fois nié qu’il avait l’intention de l'armer à fins d'utilisation opérationnelle navale. Zhang Guangqin, le directeur adjoint de la Commission de la science, de la technologie et de l'industrie pour la défense nationale, affirmait par exemple en 2005 que l'ex-Varyag ne serait pas transformé en vue d'un usage militaire.
En dépit de protestations de la Russie, ce porte-aéronefs devient le navire amiral de la flotte chinoise dans le courant de la décennie 2010. En 2008, il est transféré à l'académie navale de Dalian. Des photographies satellites permettent de localiser dans le district de Yanliang une base d'expérimentation chinoise testant des Soukhoï Su-30 et pourvue d'une rampe de décollage de porte-avions de type Ski Jump (réplique de celle du Liaoning).
En janvier 2010, l'aéronautique navale chinoise dispose de 23 Su-30 MK2 en service, dont les premiers exemplaires furent livrés en 2004 par l'usine KnAAPO de Komsomolsk-sur-l'Amour. En juin de la même année, le porte-aéronefs est photographié au mouillage à Dalian, ; alors que ses premiers essais à la mer sont initialement prévus pour 2012, ils sont annoncés pour juillet 2011, dans un contexte de tension accrue du conflit en mer de Chine méridionale, puis reportés d'un mois.
Ce n'est que le 27 juillet 2011 que le gouvernement chinois admet que l'ex-Varyag est en cours de remise en état opérationnel.
Un  prototype de Z-8 — version chinoise de l'hélicoptère Super Frelon — est le premier appareil à effectuer des essais d'appontage le 5 août 2011.
Les premiers essais à la mer commencent effectivement le 10 août 2011. Une zone au large de Dalian est interdite aux autres navires jusqu’au 14 août inclus, durant les manœuvres, et l'on annonce l'appontage d'un prototype du chasseur Shenyang J-15 Flying Shark. Ces essais se déroulent correctement.
Le 29 novembre 2011, le bâtiment reprend la mer jusqu'au 10 décembre pour une seconde série d'essais.
Fin août 2012, la 10e campagne d'essai commence. Selon un porte-parole de l'Académie des forces navales de Chine, le bâtiment n'a pas réussi à remplir la mission en toute autonomie et sa sécurité est assurée par son escorte. Il doit entrer en service actif d'ici fin 2012, mais ne sera pas prêt à une mise en œuvre opérationnelle avant 2017.
Après ses essais le bâtiment sera basé dans une base navale de l’île de Hainan.[réf. nécessaire]
Le 26 août 2012 au matin, le Conflit territorial des îles Senkaku entre la Chine, Taïwan et le Japon précipite les choses. Le porte-avions stationné à Dalian est présenté à la population, via les journaux, comme prêt pour partir vers les îles,. Il entre en service actif un mois plus tard, le 25 septembre 2012,, officiellement baptisé Liaoning (numéro de coque « 16 ») de la classe Type 001.

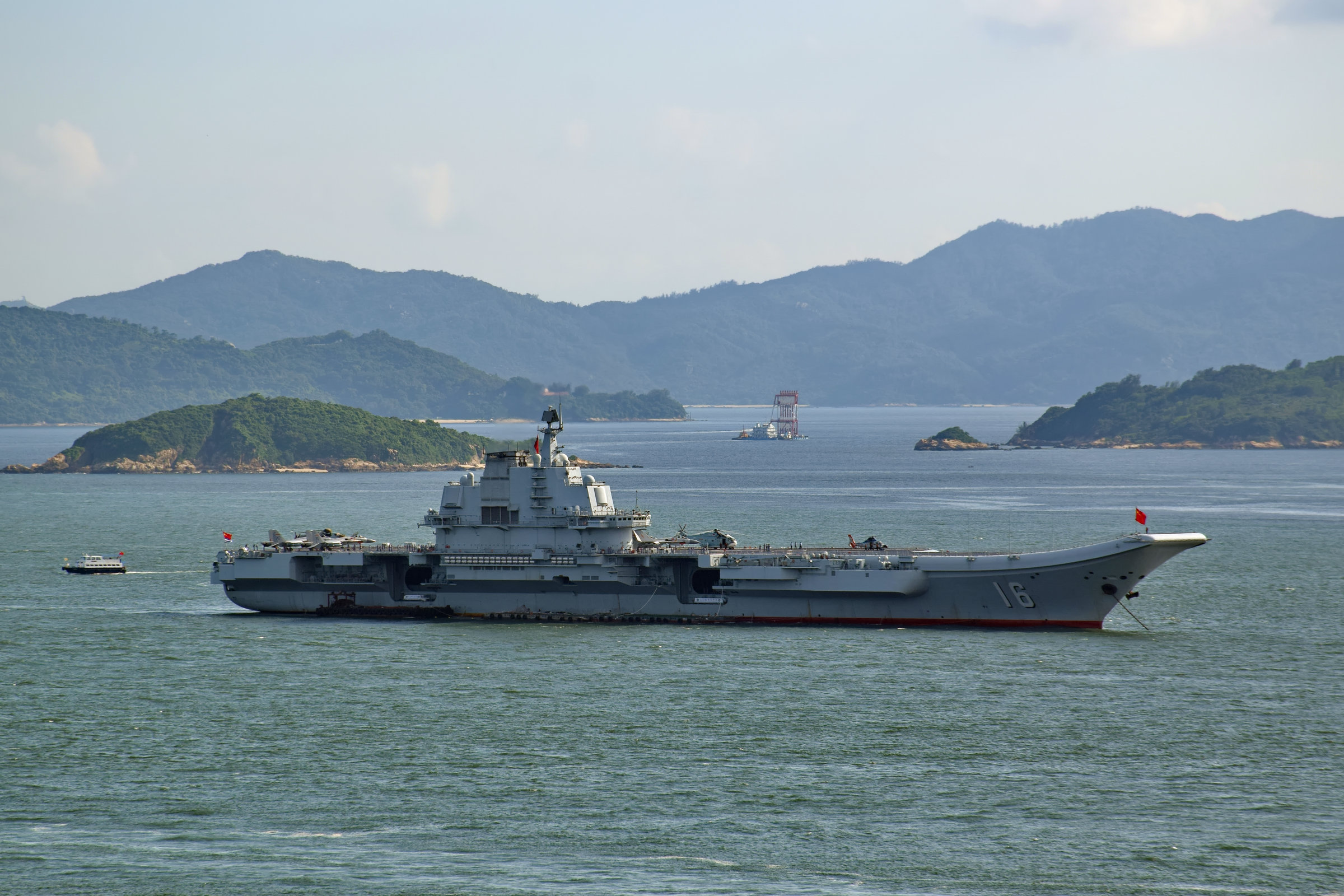
Le porte-avion Liaoning CV-16 dans les eaux de Hong-Kong.

Son premier commandant est le Colonel Senior Zhang Zheng.
Le premier appontage suivi de décollage d'un avion a lieu le 20 septembre 2012 lors du 12e essai en mer du bâtiment. Il s'agit de deux Shenyang J-15 immatriculés 552 et 553,.
En février 2013, le Liaoning reprend la mer pour des essais aéronautiques et la qualification de pilotes.
Le 25 décembre 2016, son groupe aéronaval quitte pour la première fois les mers de Chine pour des manœuvres dans l'Océan Pacifique.

## Caractéristiques

Configuration du pont d'envol de l’Amiral Kouznetsov : il dispose de deux axes d'envol et de trois points de décollage. Celle du Liaoning lui est semblable.

Le Liaoning dispose d'un pont d'envol d'une surface de 14 700 m2 avec une piste axiale et une piste oblique, ainsi que de brins d’arrêt, mais il est dépourvu de catapulte. La piste axiale est relevée à l’avant avec un tremplin incliné à sa sortie à 12°. Il dispose de trois déflecteurs de jet permettant de placer trois avions en position de décollage et de dix spots d’atterrissage pour hélicoptère.
Son hangar mesure 153 m de long, 26 m de large et 8 m de haut. Il peut embarquer 36 aéronefs dont 24 chasseurs lourds. Le bâtiment emporte 2 500 tonnes de carburant aviation, ce qui lui permet de pratiquer entre 500 et 1 000 sorties d'avions et d'hélicoptères.

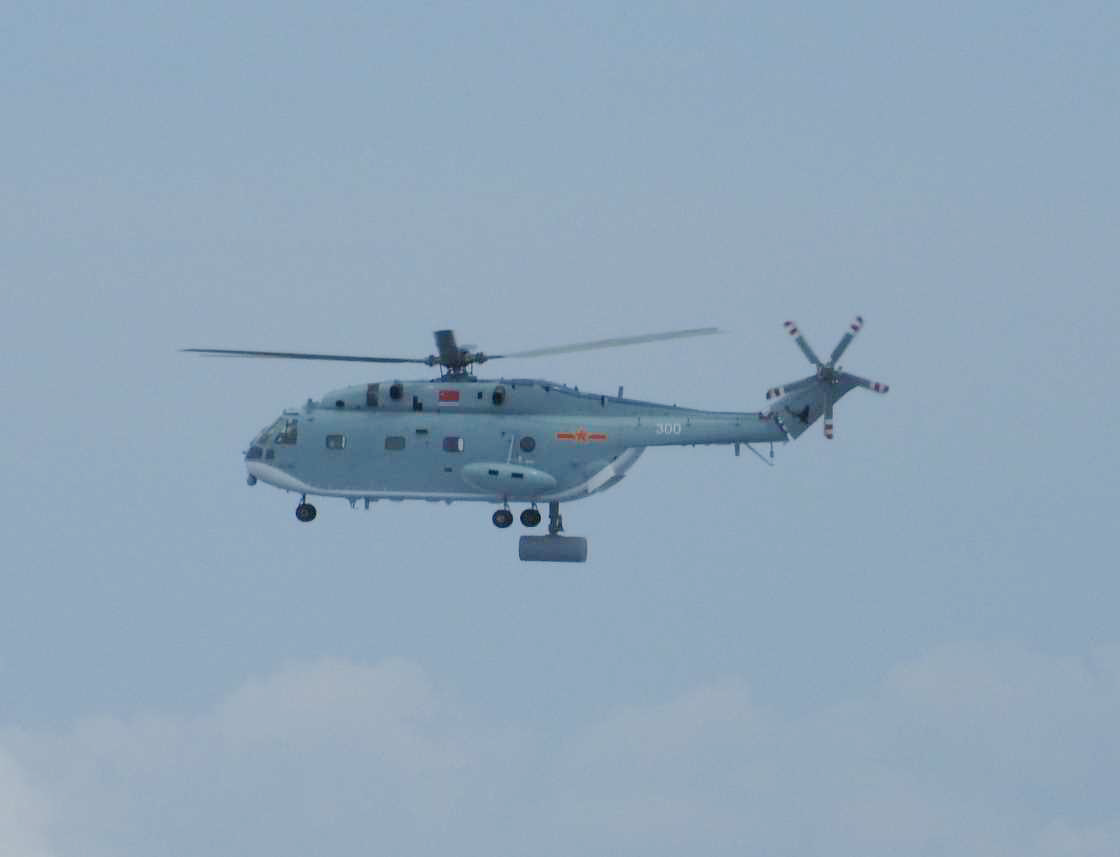
Un Changhe Z-18J avec son radar déployé en avril 2021.

Le bâtiment compte une vingtaine de niveaux et plus de 3 000 compartiments de logement. Distribué dans huit services, l'équipage comprend un millier de personnes, dont une centaine de femmes logées dans une zone réservée.
La composition de son groupe aérien embarqué n'est, en 2016, pas divulgué mais estimé à cette date à douze chasseurs Shenyang J-15 Flying Shark, plusieurs hélicoptères Ka-27PL de lutte anti-sous-marine, de deux hélicoptères RESCO Harbin Z9, d'hélicoptères de transport Changhe Z-8 et peut disposer de deux hélicoptères Ka-31 d'alerte aérienne avancée et de surveillance maritime (estimation en 2012) et/ou de Changhe Z-18 (en)J présenté en 2014 dans ce rôle en attendant la mise au point d'un avion-radar embarqué.
Les tentatives de l'armée chinoise pour acquérir des appareils russes récents ont échoué car les Russes redoutent de se les faire copier[réf. nécessaire].
La marine chinoise a procédé à des essais d'appontage à partir d'une maquette du pont d'envol à l'échelle 1:1, construite à terre.

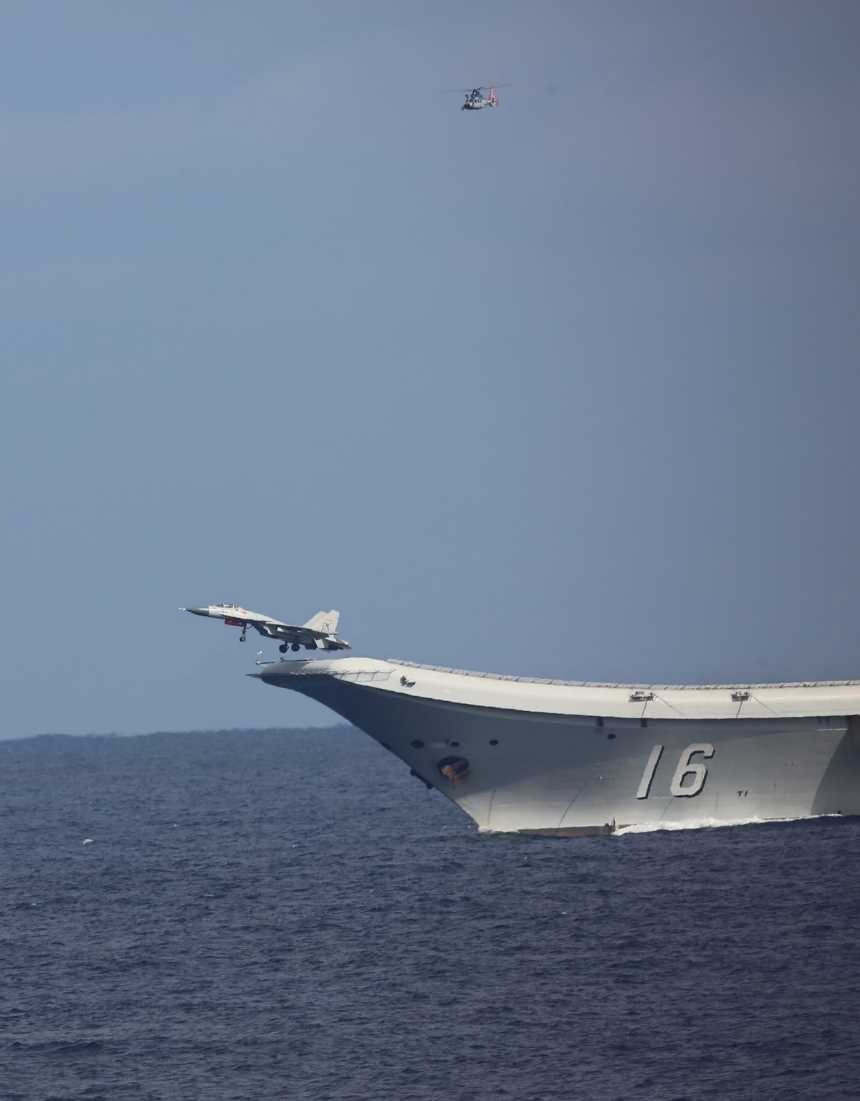
Décollage d'un Shenyang J-15 le 19 décembre 2021.

La Chine a présenté, au début de 2011, le Shenyang J-15 Flying Shark, dérivé du Soukhoï Su-33. Destiné à équiper l'aviation embarquée dédiée aux porte-avions que la marine chinoise compte mettre en ligne dans les années 2010-2020, son premier vol a été annoncé comme ayant eu lieu en 2009.

## Escorte
Son groupe aéronaval dispose, outre de bâtiments d'escorte et de ravitaillement, d'un navire d'entraînement et de relaxation, no  de coque 88, dédié à l'équipage du porte-avions. Ayant l'aspect caractéristique d'un navire de croisière, celui-ci dispose d'une piscine olympique, de terrains et de salles de sport, d'une piste de course de stade de 400 m, d'un cinéma, d'un supermarché, d'un ring de sanda, etc.